# 萊克斯·魯格

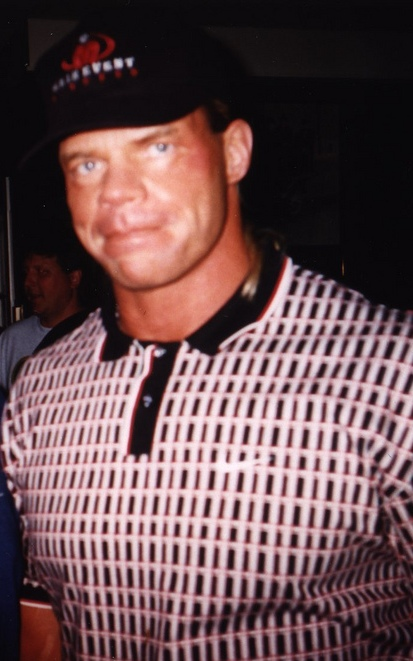
萊克斯·魯格

萊克斯·魯格（英語：Lex Luger，1958年6月2日—），本名勞倫斯·溫德爾·賴瑞·馮（英語：Lawrence Wendell Larry Pfohl），是美國退休職業摔角選手、橄欖球球員及電視節目製作人，目前正在世界摔角娛樂（WWE）的健康計劃下工作。

## 冠軍及成就

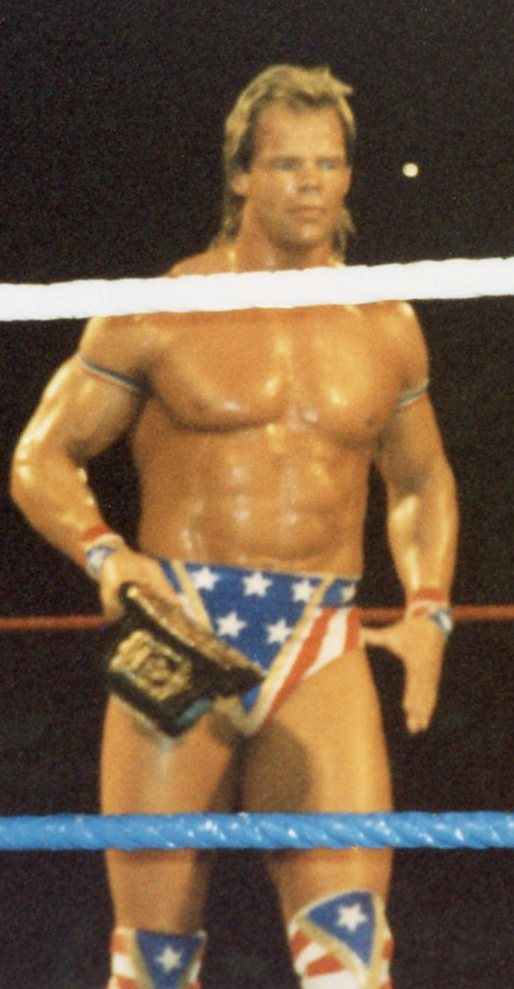
萊克斯·魯格

### 世界冠軍摔角
- NWA/WCW美國重量級冠軍（五次；最長連任時間及總計連任最長時間保持人）[4]
- NWA（中大西洋）/WCW世界雙打冠軍（三次）[5]
- WCW世界重量級冠軍（兩次）[6]
- WCW世界電視冠軍（英语：WCW World Television Championship）（兩次）[7]
- 世界冠軍摔角三冠王

### 世界摔角聯盟
- 皇家大戰（1994年，與布雷特·哈特並列1）[8]

### 職業摔角畫報
- PWI年度最佳復出（1993年）
- PWI年度最佳宿敵（1987年；與四騎士對上超級大國及公路戰士）
- PWI年度最佳宿敵（1988年、1990年；對上瑞克·福萊爾）
- PWI年度最佳賽事（1991年；與史汀在超級鬥毆（英语：SuperBrawl）對上史坦爾兄弟（英语：The Steiner Brothers））
- PWI年度最受歡迎摔角手（1993年）
- PWI年度最佳新秀（1986年）
- PWI年度最佳摔角手（1997年）
- PWI500-第20名（2003年）
- PWI500-第2名（1991年）

1萊克斯·魯格與布雷特·哈特因同時落地因此為並列優勝者。